# Philip MacKinnon
Philip MacKinnon (* 5. Februar 1944 in Montreal) ist ein ehemaliger kanadischer Botschafter.

## Leben
MacKinnon studierte Geschichte und Philosophie an der Queen’s University, University of Toronto und an der Oxford University. Im Juni 1974 trat er in den auswärtigen Dienst. Von 1974 bis 1974 wurde er in der Abteilung Kleiner Grenzverkehr beschäftigt, von 1975 bis 1977 arbeitete er in Tunis und von 1977 bis 1980 in der Abteilung Investitions- und Wettbewerbsrecht. In den Jahren 1980 bis 1983 war er in Seoul, von 1983 bis 1986 arbeitete in der Abteilung Kernenergie, von 1986 bis 1990 in Genf und leitete von 1990 bis 1991 die Abteilung KSZE. Anschließend leitete er von 1991 bis 1994 die Abteilung Vereinte Nationen und Commonwealth of Nations, war von 1994 bis 1998 in Wien tätig und leitete von 1998 bis 2001 leitete er die Abteilung Westeuropa.
Am 20. August 2001 wurde er zum Botschafter in Teheran ernannt, wo er bis 2004 postiert war. Er wurde am 18. Juli 2004 abberufen, nachdem ein iranisches Gericht das Verfahren im Mordfall Zahra Kazemi einstellt hatte. Am 19. Mai 2004 wurde er zum Botschafter in Kairo ernannt, wo er bis 2008 postiert war. 2011 bis 2012 war er Geschäftsträger in Kabul.